# I Got Stung
"I Got Stung" es una canción de 1958 escrita Aaron Schroeder y David Hill y grabada por Elvis Presley. El sencillo fue publicado por la compañía de Elvis Presley, Gladys Music, Inc.  y alcanzó el número uno de las listas de éxitos del Reino Unido en 1959 y nuevamente en 2005 como sencillo de doble cara A.

## Historia
Con una duración de menos de dos minutos, es una canción de estilo rock and roll vivaz y alegre que incluye algunas de las voces más rápidas interpretadas por Elvis Presley junto con letras divertidas y pegadizas. Fue lanzado como un doble lado A junto con " One Night ", alcanzando el número 1 en el Reino Unido, donde permaneció durante tres semanas. 
Presley grabó la canción en el 11 de junio de 1958 en Nashville, justo antes de partir para Alemania a cumplir su servicio militar. Fue su última grabación de la década de 1950.  En Estados Unidos, "I Got Stung" alcanzó el puesto número 8 en la lista Billboard Hot 100. 
Fue una de las canciones de Elvis Presley que se reeditaron en el Reino Unido en 2005 y llegó nuevamente al puesto número 1 de las listas británicas, en otro lanzamiento de doble cara A junto con "One Night". 
La canción fue incluida en el álbum recopilatorio de 1959 50,000,000 Elvis Fans Can't Be Wrong.